# Zbigniew Zapasiewicz

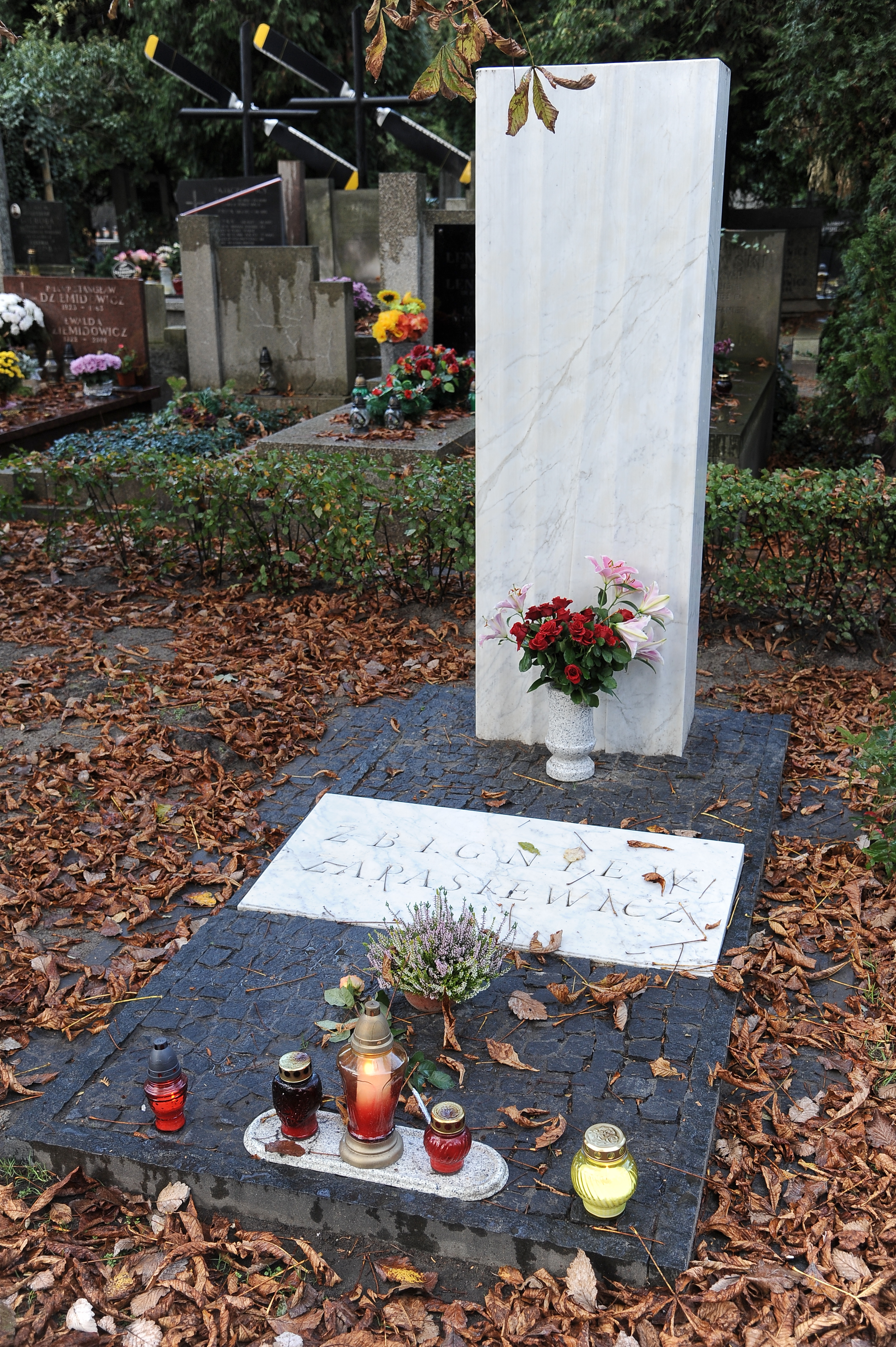
Grób Zbigniewa Zapasiewicza na warszawskim Cmentarzu Komunalnym (d. Wojskowym) na Powązkach, zaprojektowany przez Krzysztofa Ostrzeszewicza

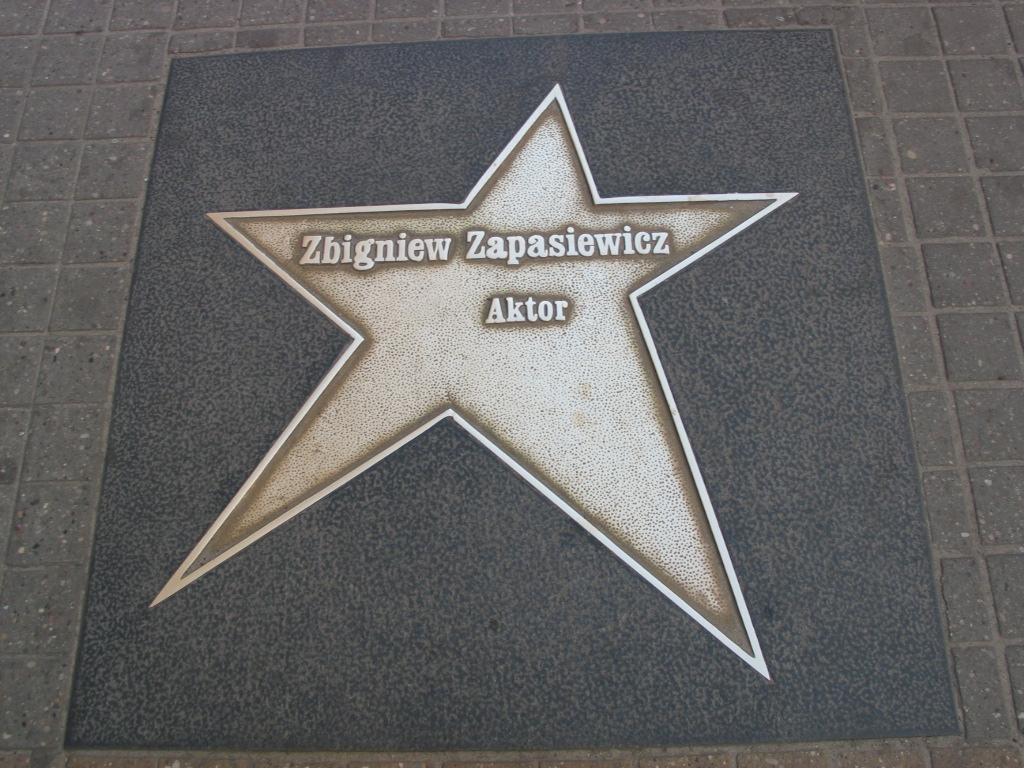
Gwiazda Zbigniewa Zapasiewicza w Alei Gwiazd w Łodzi (2006)

Zbigniew Jan Zapasiewicz (ur. 13 września 1934 w Warszawie, zm. 14 lipca 2009 tamże) – polski aktor, reżyser i pedagog.

## Życiorys
Do liceum chodził na Żoliborzu. Studia wyższe rozpoczął w 1951 roku na Wydziale Chemicznym Politechniki Warszawskiej. Przerwał je po roku, po przyjęciu na Wydział Aktorski w PWST. Studiowanie zakończył w 1956 roku, a jego wykładowcami byli, m.in.: Jan Kreczmar, Marian Wyrzykowski, Bohdan Korzeniewski, Zofia Małynicz, Stanisława Perzanowska, Maria i Edmund Wiercińscy. Od 1969 do 1971 roku był prodziekanem Wydziału Aktorskiego; od 1979 roku docentem na Wydziale Reżyserii tej uczelni, w latach 1981–1984 dziekanem tego wydziału, a w latach 1984–1987 prodziekanem. W 1992 roku otrzymał nominację na profesora sztuk teatralnych.
Aktorski debiut to rola Ewarysta Galois w Ostatniej nocy według Leopolda Infelda w Teatrze Młodej Warszawy w 1956 roku. Na ekranie zadebiutował w 1963 roku.
Grał kolejno w teatrach: Młodej Warszawy i Klasycznym (1956–1959), Współczesnym (1959–1966), Dramatycznym (1966–1983). Powszechnym (1983–1987). W latach 1987–1990 był dyrektorem naczelnym i artystycznym Teatru Dramatycznego, gdzie m.in. zwolnił z pracy aktora Jerzego Janeczka. Następnie pracował w zespole Teatru Polskiego w Warszawie. W ostatnich latach życia ponownie związał się z Teatrem Powszechnym w Warszawie. Był stałym współpracownikiem krakowskiego Teatru STU.
Dwukrotny laureat Nagrody im. Tadeusza Boya-Żeleńskiego, za wybitne kreacje aktorskie (1973) oraz za kreacje aktorskie w „Kosmosie” Witolda Gombrowicza w reżyserii Jerzego Jarockiego w Teatrze Narodowym i „Zapasiewicz gra Becketta” w Teatrze Powszechnym w reżyserii Antoniego Libery (2006).
Jako aktor był współpracownikiem Teatru Polskiego Radia.

## Życie prywatne
Syn Zbigniewa Zapasiewicza, lewicującego działacza społecznego i Marii z domu Kreczmar, nauczycielki matematyki. Jego rodzina była związana z teatrem: wuj Jan Kreczmar był aktorem, a wuj Jerzy Kreczmar – reżyserem teatralnym.
Zapasiewicz był trzykrotnie żonaty z aktorkami: Krystyną Maciejewską, Iwoną Słoczyńską (później przyjęła nazwisko Sydor) i Olgą Sawicką.
Zmarł na raka wątroby. Zgodnie z jego ostatnią wolą urna z jego prochami została pogrzebana 22 lipca 2009 roku w Alei Zasłużonych na Cmentarzu Wojskowym na Powązkach w Warszawie (kwatera BII30-tuje-1).

## Zainteresowanie ze strony Służby Bezpieczeństwa
W październiku 1984 roku Służba Bezpieczeństwa rozpoczęła rozpracowanie Zbigniewa Zapasiewicza w ramach Sprawy Operacyjnego Rozpracowania krypt. „Zapas”. Powodem zainteresowania SB aktorem była jego negatywna postawa wobec oficjalnej propagandy, inicjatywy o charakterze politycznym oraz kontakty z dysydentami czeskimi i ośrodkami polonijnymi. O jego działalności SB była informowana w donosach tajnych współpracowników, którzy byli obecni nawet podczas jego wyjazdów zagranicznych, np. do Wielkiej Brytanii w 1984. 5 grudnia 1988 roku SB podjęło decyzję o zakończeniu prowadzenia sprawy i przekazaniu materiałów do archiwum. Obecnie znajdują się w Archiwum Instytutu Pamięci Narodowej pod sygnaturą AIPN 01322/3793.

## Filmografia
- 1963 Wiano jako ksiądz
- 1964 Spotkanie ze szpiegiem jako Kres
- 1965 Sposób bycia jako ojciec
- 1966 Ktokolwiek wie... jako blondyn
- 1966 Bariera jako niewidomy
- 1967–1968 Stawka większa niż życie jako Karpinski w odc. 18
- 1970 Szansa
- 1971 Za ścianą jako docent
- 1971 Kłopotliwy gość jako przewodniczący komisji z elektrowni
- 1972 Ocalenie
- 1972 Wyspy szczęśliwe
- 1973 Nocleg
- 1973 Drzwi w murze jako dramaturg
- 1974 Ziemia obiecana jako Kessler
- 1974 Urodziny Matyldy jako aktor Konrad
- 1975 Skazany jako adwokat
- 1975 Mazepa jako Jan II Kazimierz
- 1975 Dzieje grzechu jako ksiądz Jutkiewicz
- 1976 Ostatnie takie trio jako Cygan
- 1976 Tylko Beatrycze jako brat Andrzej
- 1976 Con amore jako neurolog
- 1976 Barwy ochronne jako docent Jakub Szelestowski
- 1977 Lalka (serial telewizyjny) jako aktor Rossi
- 1977 Pasja jako Jan Józef Tyssowski
- 1977 Akcja pod Arsenałem jako ojciec Rudego
- 1977 Polskie drogi  jako nauczyciel i antykwariusz Paweł Krajewski
- 1978 Szpital przemienienia jako doktor Rygier
- 1978 Koty to dranie
- 1978 Bez znieczulenia jako Jerzy Michałowski
- 1979 Doktor Murek jako Paweł Junoszyc
- 1979 Drogi pośród nocy jako Amadei
- 1979 Panny z Wilka jako mąż Julci
- 1979 Kung-fu jako docent Kwaśniak
- 1980 W biały dzień jako „Siwy”
- 1980 Kontrakt
- 1980 Gorączka jako ojciec Leona
- 1981 Przypadek jako Adam
- 1981 Dziecinne pytania jako więzień
- 1981 Z dalekiego kraju jako Mieczysław Kotlarczyk
- 1982 Matka Królów jako doktor Wiktor Lewen
- 1982 Imperatyw jako psychiatra
- 1982 Choinka strachu jako pisarz
- 1984 Rok spokojnego słońca jako Szary
- 1984 Idol jako urzędnik
- 1984 Baryton jako Antonio Taviatini
- 1985 C.K. Dezerterzy jako kapitan Wagner
- 1985 …jestem przeciw jako ojciec Jacka
- 1986 Maskarada jako Michał Barczewski
- 1987 Krótki film o zabijaniu jako przewodniczący komisji
- 1988 Dekalog V
- 1988 Mistrz i Małgorzata jako Poncjusz Piłat
- 1989 Po upadku. Sceny z życia nomenklatury jako Ratajczak
- 1990 Le Retour jako doktor
- 1992 Psy jako Wencel
- 1992 Skąpiec jako Harpagon
- 1992 Listopad (Novembre)
- 1992 Enak jako John Gilette
- 1993 Obcy musi fruwać jako krytyk Przywilej
- 1997 Piękna twarz jako narrator
- 1997 Ambasador jako ambasador
- 1997 Układanie życia jako lektor[16]
- 1998 Urok wszeteczny (Opowieści weekendowe) jako hrabia
- 1998 O wielkim wstydzie jako narrator
- 1998 Garby jako narrator
- 1998 Wojna z rzeczami jako narrator
- 1998 O sławnym człowieku jako narrator
- 1998 Czerwona łata jako narrator
- 1998 Ogniem i mieczem jako lektor prologu i epilogu
- 1998 Demony wojny według Goi jako minister
- 1999 O największej kłótni jako narrator
- 1999 Jak Gyom został starszym panem jako narrator
- 1999 Jak bóg Maior utracił tron jako narrator
- 1999 O zabawkach dla dzieci jako narrator
- 1999 Egzekutor jako mecenas
- 2000 Oburzające dropsy jako narrator
- 2000 Człowiek, jakich wielu (L’homme des foules) jako Wladimir
- 2000 Życie jako śmiertelna choroba przenoszona drogą płciową jako Tomasz
- 2001 Suplement jako doktor Tomasz
- 2001 Marszałek Piłsudski jako Józef Piłsudski
- 2002 Sesja kastingowa
- 2003 Defekt jako Piwnicki
- 2005 Persona non grata jako Wiktor
- 2007 Nadzieja jako Krystian Ratay, ojciec Franciszka
- 2009 Rewizyta jako profesor Jakub Szelestowski

## Odznaczenia, nagrody i wyróżnienia
- Krzyż Wielki Orderu Odrodzenia Polski (pośmiertnie postanowieniem prezydenta Lecha Kaczyńskiego z 16 lipca 2009 „w uznaniu wybitnych zasług dla rozwoju kultury polskiej, za osiągnięcia w pracy artystycznej i dydaktycznej”)[17]
- Krzyż Komandorski z Gwiazdą Orderu Odrodzenia Polski (30 kwietnia 2001, „za wybitne zasługi dla kultury polskiej, za osiągnięcia w pracy artystycznej”)[18]
- Krzyż Kawalerski Orderu Odrodzenia Polski (1979)
- Złoty Krzyż Zasługi (1974)[19]
- Medal 30-lecia Polski Ludowej (1974)
- Złoty Medal „Za Zasługi dla Obronności Kraju” (2002)
- Złoty Medal „Zasłużony Kulturze Gloria Artis” (22 lipca 2009, podczas ceremonii pogrzebowej)[20]
- Odznaka Zasłużony Działacz Kultury
- Odznaka 1000-lecia Państwa Polskiego (1967)[21]
- Odznaka „Za zasługi dla Warszawy” (1970)
- nagroda państwowa I stopnia (1980)[22]
- Wielki Splendor (1990) – nagroda przyznawana przez Zespół Artystyczny Teatru Polskiego Radia[23]
- Nagroda im. Aleksandra Zelwerowicza, przyznawana przez redakcję miesięcznika „Teatr” – dwukrotnie (za sezon 1985/1986 nagroda za rolę tytułową w Baalu Bertolta Brechta w Teatrze Powszechnym w Warszawie, za sezon 1996/1997 nagroda za rolę Stomila w Tangu Sławomira Mrożka w Teatrze Współczesnym w Warszawie)
- Diamentowy Mikrofon (2005, „za wielkie i wybitne kreacje aktorskie w spektaklach i słuchowiskach teatru wyobraźni Polskiego Radia”)[24]
- Nagroda Ministra Kultury i Sztuki III stopnia (1969)[25]
- Nagroda Ministra Kultury i Sztuki I stopnia[26]
- Nagroda przewodniczącego Komitetu do spraw Radia i Telewizji za twórczość radiową i telewizyjną (1975)[27]
- Nagroda im. Cypriana Kamila Norwida w kategorii Teatr (2006)[28]